# Zádulka (odbočka)
Zádulka (nebo též Odb Zádulka) je odbočka, která se nachází v km 240,503 dvoukolejné trati Brno – Česká Třebová, ze které se v odbočce oddělují dvě traťové koleje: do České Třebové vjezdové skupiny a přes odbočku Les do České Třebové odjezdové skupiny. Z odbočky Zádulka byla dálkově ovládána odbočka Les, ale od roku 2025 je součástí stanice Česká Třebová. Leží západně od obce Třebovice, na stejnojmenném katastrálním území. Nedaleko se nachází osada Zádolka, po které je odbočka pojmenována (se záměnou „o“ za „u“).

## Historie
K 2. červnu 2025 byla v odbočce aktivováno nové elektronické stavědlo s dálkovým ovládáním z České Třebové, čímž byla ukončena dopravní služba výpravčího na Zádulce. Původně dálkově ovládaná odbočka Les byla ke stejnému datu začleněna do stanice Česká Třebová.

## Popis odbočky

### Do roku 2025
Odbočka byla vybavena zabezpečovacím zařízením SZZ ETB s rozhraním JOP, do kterého byla zavázána i sousední odbočka Les. Zabezpečovací zařízení obsluhoval místně výpravčí ze stavědla. V odbočce bylo celkem sedm výhybek (čtyři na spojkách traťových kolejí, dvě do odbočných traťových kolejí a jedna do odvratné koleje ve směru od odbočky Les) s elektromotorickým přestavníkem a elektrickým ohřevem pro zimní podmínky. Odbočka byla kryta šesti vjezdovými návěstidly zapojenými do SZZ: 1L a 2L od Opatova, 1OS a 2OS od České Třebové osobního nádraží, 3NS od odbočky Les a 4NS od vjezdové skupiny. Jízdy vlaků v přilehlých traťových úsecích hlavní dvoukolejné trati byly zajištěny tříznakovým automatickým blokem, mezi odbočkou a Opatovem typu FELB, mezi odbočkou a Českou Třebovou typu ABE-1. Odbočné tratě byly vybaveny jednosměrným automatickým blokem ve směru Zádulka – vjezdová skupina a ve směru odjezdová skupina – Les – Zádulka.

### Od roku 2025
Konfigurace kolejiště a návěstidla zůstala proti předchozímu stavu beze změn, avšak součástí Zádulky už není odbočka Les. V odbočce bylo aktivováno nové elektronické stavědlo ESA, které je dálkově ovládáno pomocí JOP ze stavědla 014 v České Třebové. V případě potřeby je možná i místní obsluha ze stavědla odbočky. Mezi Zádulkou a Českou Třebovou zůstal zachován automatický blok ABE-1, stejný typ nově funguje i ve směru z/do Opatova. Jednosměrné automatické bloky na odbočných traťových kolejích byly nahrazeny obousměrným integrovaným traťovým zabezpečovacím zařízením AH-ESA s počítači náprav.